# The Baytown Outlaws
Pour plus de détails, voir Fiche technique et Distribution.
The Baytown Outlaws : Les Hors-la-loi (The Baytown Outlaws) est un film américain réalisé et coécrit par Barry Battles, sorti en 2012.

## Synopsis
Lorsque Henry Millard (Andre Braugher), le shérif d’une petite ville de l’Alabama, tue Jonathan Oodie, un dealer membre du Ku Klux Klan, les trois frères Oodie se trouvent orphelins. Brick l’ainé flingueur (Clayne Crawford), Lincoln le balaise (Daniel Cudmore) et McQueen l’analphabète (Travis Fimmel) sont placés en foyer d’accueil et aidés par le shérif Henry Millard.
Connus pour n’avoir aucune limite, les trois frères Oodie deviennent des "rednecks" fous de la gâchette en exécutant des criminels.
Après une mission nettoyage, où les trois frères Oodie tuent par erreur treize dealers, l'agent fédéral Anthony Reese (Paul Wesley) est envoyé enquêter sur les nombreux morts non élucidés dans la région qui a le plus faible taux de criminalité et qui combat le parti politique des démocrates.
Céleste (Eva Longoria) divorce de Carlos (Billy Bob Thornton), un trafiquant de drogue qui envoie un tueur lui tirer trois balles dans le ventre. Mais Céleste survie avec plusieurs cicatrices. Dans l’État  du Texas, Carlos assassine les parents du jeune handicapé Rob (Thomas Brodie-Sangster), le filleul de Céleste, pour toucher son héritage à ses dix-huit ans en tant que tuteur légal.
Pour sauver son filleul des griffes de Carlos, Céleste demande au trio déjanté de libérer Rob en échange de 25 000 dollars. Les trois frères Oodie décident d'aider la femme à récupérer son filleul de son ex. Ils prennent la route, arrivent chez Carlos et kidnappent le filleul.
Mais au cours de leur mission, les frères rencontrent un groupe de cinq femmes fatales vicieuses à moto envoyés par Carlos. Ils sont pris en chasse par des frères pirates noir-américains qui détruisent leur voiture. Ils sont transportés dans un camping de Pittsburg par une infirmière mexicaine qui travaille illégalement comme femme de ménage.
Ils sont attaqués par des indiens à motos lanceurs de Tomahawk et de flèches mais sont sauvés par la cavalerie formée par Millard et Reese.
Le trio parvient à remettre Rob à Céleste. La femme récupère son filleul, dit merci aux trois frères Oodie mais ces trois là vont en prison. Millard est arrêté puis libéré. La femme envoie un colis piégé par une bombe à son ex qui meurt, puis elle envoie un véhicule chercher les trois frères libérés 57 mois plus tard.

## Fiche technique
Sauf indication contraire, les informations mentionnées dans cette section peuvent être confirmées par la base de données cinématographiques IMDb,  présente dans la section « Liens externes ».
- Titre original : The Baytown Outlaws
- Titre français : The Baytown Outlaws : Les Hors-la-loi
- Réalisation : Barry Battles[1]
- Scénario : Barry Battles et Griffin Hood
- Direction artistique :
- Décors : Monroe Kelly
- Costumes : Dana Embree
- Photographie : Dave McFarland
- Montage : Sean Valla
- Musique : Christopher Young et Kostas Christides
- Casting : Lindsay Graham et Mary Vernieu
- Production : William O. Perkins III, Robert Teitel

Associée : Keith Perkins et Iva Ristic
Exécutive : Thomas J. Busch, Griffin Hood et Ryan Jones
- Sociétés de production : LLeju Productions, State Street Productions
- Société(s) de distribution : Phase 4 Films
- Pays d'origine :  États-Unis
- Langue originale : Anglais américain, anglais canadien et anglais
- Format : couleur - 35 mm - 2,40:1 - son Dolby Digital
- Genre : Action, comédie, policier
- Durée : 98 minutes
- Dates de sortie[2] :
  - Allemagne : 29 août 2012 (Festival du film fantasy)
  - France : 26 décembre 2012[3] (sorti directement en DVD)
  - États-Unis : janvier 2013[4]

## Distribution
- Clayne Crawford (VF : Boris Rehlinger) : Brick Oodie
- Travis Fimmel (VF : Alexis Victor) : McQueen Oodie
- Daniel Cudmore (sans dialogue) : Lincoln Oodie
- Thomas Brodie-Sangster (sans dialogue) : Rob
- Billy Bob Thornton (VF : Gabriel Le Doze) : Carlos
- Eva Longoria (VF : Odile Schmitt) : Celeste Martin
- Andre Braugher (VF : Thierry Desroses) : le shérif Henry Millard
- Michael Rapaport (VF : Ludovic Baugin) : Lucky
- Paul Wesley (VF : Stéphane Pouplard) : Anthony Reese, agent fédéral
- Zoe Bell : Rose
- Julio Oscar Mechoso (VF : Frédéric Souterelle) : Padre
- Damien Moses (VF : Mohad Sanou) : Montane
- Nito Larioza : Tucker
- Bill Perkins : Mewes
- Quinn Early (en) : Smoke
- Keith Woulard : Diggs
- Tim J. Smith : Rondo
- Agnes Bruckner (VF : Philippa Roche) : Mona
- Serinda Swan (VF : Barbara Beretta) : Jez
- Arden Cho[5] (VF : Philippa Roche) : Angel
- Brea Grant (sans dialogue) : Pammy
- Ritchie Montgomery : l'officier Brown
- Natalie Martinez (VF : Anne-Charlotte Piau) : Ariana
- John Paul Shellnut (VF : Jean-Luc Atlan) : Marty
- Sam Medina (VF : Jean-Luc Atlan) : Chogan
- Tom O'Connell : Denny
- Luis Da Silva, Jr. (en) (VF : Yann Pichon) : Hector
- J. D. Evermore (VF : Stéphane Bazin) : l'officier Boyd
- John McConnell (VF : Sylvain Lemarié) : Bill Hawkins
- James DuMont (VF : Frédéric Souterelle) : agent spécial Simmons
- Thomas Francis Murphy (de) (VF : Jean-Luc Atlan) : le vieil employé de la station service

 Source et légende : version française (VF) sur RS Doublage

## Production

### Casting
En avril 2011, Billy Bob Thornton et Eva Longoria ont obtenu les rôles principaux du film. Le même mois, Daniel Cudmore, Travis Fimmel et Andre Braugher rejoignent le casting du film.
En mai 2011, l'acteur Paul Wesley a obtenu le rôle d'Anthony Reese.
En décembre 2011, Travis Fimmel a été choisi pour interpréter le rôle de McQueen Oodie.

### Tournage
Le film a été tourné à partir de mai 2011 en Louisiane, aux États-Unis.